# Союз 14
„Союз 14“ е съветски пилотиран космически кораб.

## Екипажи

### Основен екипаж
- Павел Попович (2) – командир
- Юрий Артюхин (1) – бординженер

### Дублиращ екипаж
- Генади Сарафанов – командир
- Лев Дьомин – бординженер

### Резервен екипаж
- Борис Волинов – командир
- Виталий Жолобов – бординженер

## Описание на полета
Това е кораб № 62 от модификацията Союз 7К-ТА-9 − първият пилотиран полет на модификацията, предвидена за обслужване на орбиталните станции от типа „Алмаз“. В сравнение с предишната (Союз 7КТ-ОК) в тази екипажът от трима е намален до двама души, облечени в скафандри.
Това е първата експедиция на орбиталната станция от типа „Алмаз“ − Салют-3. Планираната през юни 1973 г. експедиция до станцията Салют-2 не се е осъществява заради нейната разхерметизация.
След успешния старт, на 4 юли корабът „Союз 14“ се скачва успешно с орбиталната станция Салют-3 на петнадесетата си обиколка около Земята. Програмата основно включва военно разузнаване на земната повърхност и някои допълнителни медико-биологични изследвания по продължително пребиваване на хора в Космоса.
Спускаемият апарат се приземява на 2 km от планираната точка на 140 km от Джезказган, Казахска ССР.